# Gran Consiglio (Argovia)
Il Gran Consiglio del Canton Argovia (in tedesco Grosser Rat des Kantons Aargau) è il parlamento del Canton Argovia. Ha sede a Aarau.

## Storia
Secondo la Costituzione cantonale del 1803 il Gran Consiglio era composto da 150 membri e il diritto di voto e l'eleggibilità erano fortemente regolati da censi elettorali e limiti di età. Il Gran Consiglio non deteneva però diritto di iniziativa, ma poteva soltanto respingere o approvare le proposte di legge del Piccolo Consiglio, corrispondente all'odierno Consiglio di Stato. Con la Costituzione del 1814 venne limitata l'elezione popolare del Gran Consiglio e venne introdotta la rappresentanza paritetica di riformati e cattolici negli organi cantonali. La durata del mandato venne inoltre allungata da 5 a 12 anni.
Un cambiamento più marcato si ebbe con la Costituzione del 1833, in cui venne rimosso il censo elettorale, eccetto per i seggi riservati ai membri del Piccolo Consiglio, e il numero dei granconsiglieri venne aumentato a 200. Anche la durata del mandato venne limitata a 6 anni. Infine nel 1841 vennero definitivamente aboliti la rappresentanza paritetica e il censo elettorale, e il numero dei seggi divenne proporzionale al numero di elettori, ovvero 1 granconsigliere ogni 180 elettori. Con le modifiche costituzionali del 1852 e 1863 tale rapporto passò rispettivamente a 1 seggio ogni 260 elettori e poi a 1 seggio ogni 1 100 abitanti. Nel 1852 venne anche sancita l'ineleggibilità di chi percepiva uno stipendio statale, come membri del governo, funzionari o giudici, o esercitava un incarico pubblico di insegnamento. Il mandato venne ridotto a 4 anni e al popolo fu assegnato il diritto di revocare il Gran Consiglio anche durante la legislatura.
Nel 1920, relativamente tardi per la Svizzera, entrò in vigore il sistema proporzionale per l'elezione del Gran Consiglio. Il numero di seggi in Gran Consiglio fu fissato a 200 nel 1952 a 200 e successivamente ridotto a 140 nel 2005. Nel 1971 le donne ottennero i diritti di voto e di eleggibilità a livello cantonale.

## Composizione
Il Gran Consiglio è composto da 140 membri eletti per quattro anni. I seggi sono ripartiti a livello di distretto proporzionalmente al numero di abitanti. Le circoscrizioni elettorali sono i distretti stessi, e i consiglieri sono eletti con un sistema proporzionale. La carica di Granconsigliere è incompatibile con la carica di Consigliere di Stato e di membro di un tribunale del cantone, nonché di chi si trova in un rapporto di servizio di diritto pubblico che fa riferimento alla legge cantonale.

## Compiti

Seduta del Gran Consiglio, 1990

Il Gran Consiglio rappresenta il potere legislativo: approva le leggi, il bilancio e il rapporto di gestione, e esercita l'attività di vigilanza nei confronti degli altri organi cantonali. Può anche, previa maggioranza dei suoi membri, emanare le leggi immediatamente, che però in quel caso devono essere sottoposte a votazione popolare. Elegge inoltre il proprio presidente e i membri del tribunale cantonale, approva i trattati intercantonali e internazionali e esercita il diritto di grazia.